# 巴拉頓 (明尼蘇達州)
巴拉頓（英語：Balaton）是一個位於美國明尼蘇達州萊昂縣的城市。

## 歷史
隨著鐵路沿綫的發展，巴拉頓於1879年設立，同年設立營運至今的郵局。此地得名自位於匈牙利的巴拉顿湖。

## 人口
根據2020年美國人口普查的數據，巴拉頓的面積為4.10平方千米，當中陸地面積為3.76平方千米，而水域面積為0.34平方千米。當地共有人口595人，而人口密度為每平方千米145人。